# Мазусовые
Мазусовые (лат. Mazaceae) — семейство покрытосеменных двудольных растений порядка Ясноткоцветные (Lamiales).

## Описание
Однолетние или многолетние, корневищные травы. Стебли четырёхгранные. Листья в основании побегов супротивные, на вершине — очерёдные, простые; цельные, лопастные или рассечённые, без прилистников, жилкование перистое, край пильчатый или зубчатый.
Цветки обоеполые, зигоморфные, одиночные в пазухах листьев, или собраны в конечные или пазушные соцветия. Чашелистиков 5, срастаются в колокольчатую или двугубую (3 в верхней, 2 в нижней) чашечку. Лепестков (2) 4—5, срастаются в трубчатый или двугубый (2 в верхней, 3 в нижней) венчик, иногда со шпорцем. Тычинок 4 (редко 2), из которых 2 длиннее (двусильные), нити свободные, у основания с нектарниками; пыльники прикреплены спинкой, вскрываются продольной щелью. Столбик один, рыльце двураздельное или веерообразное. Плод — невскрывающаяся, ягодообразная коробочка, заключенная в сохраняющуюся чашечку.

## Таксономия
Семейство выделено из семейства Фримовые (Phrymaceae) и включает 3 рода (около 40 видов):
- Dodartia L. — Додарция, или Додартия
- Lancea Hook.f. & Thomson — Ланцея
- Mazus Lour. — Мазус